# Papá en apuros

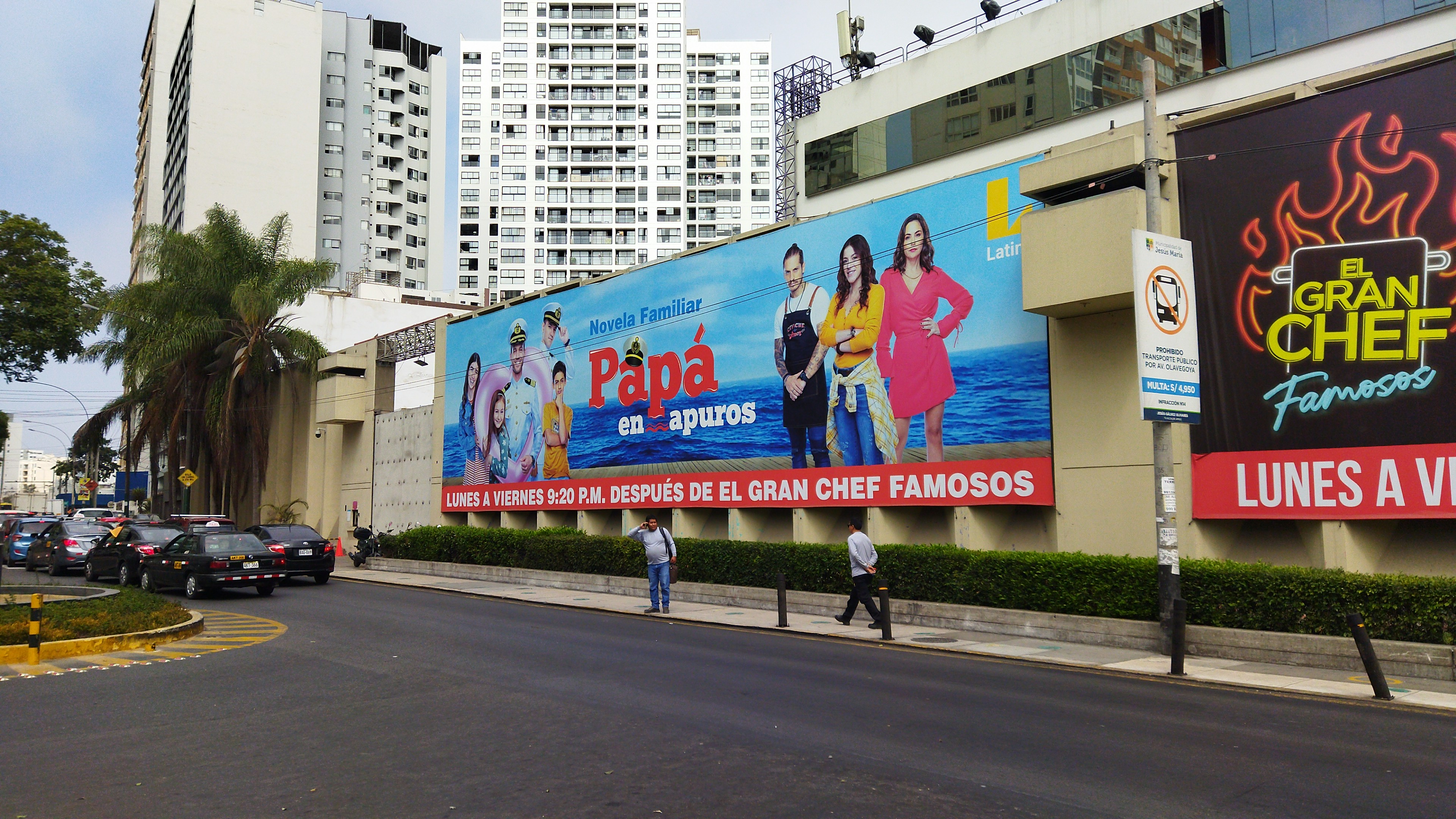
Afiche promocional de Papá en apuros en el edificio de Latina Televisión.

Papá en apuros es una telenovela peruana trasmitida por la cadena Latina Televisión bajo la producción de Chasqui Producciones. Es la ópera prima de dicha productora, que marca el inicio de las adaptaciones peruanas de las telenovelas chilenas originales. 
Es la versión local de la telenovela chilena Papá a la deriva estrenada en 2015; en la cual se prestó la colaboración de la Marina de Guerra del Perú para el proyecto televisivo.
Está protagonizada por Juan Carlos Rey de Castro y Luciana Blomberg; coprotagonizada por José Miguel Argüelles, Paulina Bazán, Matilde León y Joaquín Escobar; y antagonizada por Ximena Díaz, Adriana Campos-Salazar, Nico Ponce, Denisse Dibós y Rodrigo Sánchez Patiño. Además cuenta con las actuaciones infantiles de Mariano Ramírez y Bianca Bazo.
La telenovela fue estrenada el 23 de octubre de 2023, después de la emisión del programa culinario El gran chef famosos, tras confirmarse la fecha de estreno el 12 de octubre de ese año. El proyecto salió a la luz en junio, presentándose de manera oficial a Rey de Castro como el protagonista de la telenovela, contando con Gerardo Herrera, María Eugenia Rencoret y Víctor Huerta González, quienes quedaron a cargo de la dirección general del proyecto, además de Carol Ríos Polastri y Guillermo Lay Arcos en la producción ejecutiva y general respectivamente. Además se usó a «Buscándote», canción interpretada por el cantante colombiano Mike Bahía en el año 2014 como el tema central de la ficción, lo que generó algunos problemas de «sobreexplotación» a la hora de la filmación.
La telenovela entró a la internacionalización, siendo reestrenada el 15 de enero de 2024 por el canal chileno Mega, artífice principal y original del proyecto. Las grabaciones de la telenovela comenzaron en abril de 2023 y concluyeron en diciembre de ese año, siendo El Callao y Lima, los lugares en donde más se desarrolló la ficción.
El capítulo final se tranmitió el 6 de mayo de 2025, durando al aire 6 meses y 13 días, además, es la telenovela de Chasqui Producciones para la cadena Latina Televisión que duró menos al aire.

## Sinopsis
Martín Seminario es un capitán de fragata de la Marina que se ha quedado viudo y a cargo de sus cuatro hijos. Luego de varios años de estar solo, Martín se encuentra con Julieta Olaya con quien comienza a compartir nuevas experiencias además de encontrar en ella una nueva oportunidad en el amor, pero habrán muchos obstáculos para que ambos puedan estar juntos. 

## Argumento
Cuenta la historia de Martín Seminario (Juan Carlos Rey de Castro), un capitán de fragata de la Marina de Guerra del Perú desempeñado como comandante y director de la Escuela Naval del Perú, quien al fallecer su primera esposa producto de una enfermedad, se queda viudo, solo y a cargo de sus cuatro hijos. Sin embargo, por temas de su trabajo decide no encargarse de sus hijos viéndose obligado a contratar a una empleada para el cuidado de ellos.
Tras la llegada de su hijo mayor Cristóbal Seminario (José Miguel Argüelles), este se reencuentra con su padre Martín y sus hermanos menores: la joven Luna Seminario (Matilde León), el adolescente Vasco Seminario (Mariano Ramírez) y la niña Marina Seminario (Bianca Bazo). 
Luna está en su último año de colegio secundaria y postula al elenco de cadetes de la Marina. Mientras que Vasco, se dedica a grabar videos para redes sociales y a la vez estudia en el mismo colegio que Luna. Y Marina es una niña de buenos sentimientos, que quiere buscar una nueva pareja para su papá.
Martín tiene como mano derecha al marino en retiro Ramón Olaya (Bruno Odar). La familia Seminario regresa a casa, pero al llegar, Ramón le cuenta a Martín que la nana renunció a su trabajo debido a que para ella los hijos menores del capitán de barco son insoportables adicionado con las quejas por parte del colegio, por lo que Luna, Vasco y Marina son castigados con irse a su cuarto después de todo lo sucedido.
Julieta Olaya (Luciana Blomberg) es la hija de Ramón, quien trabaja como guía turística de un bote y va acompañada de su mejor amiga Kate Chamberline (Ekaterina Konysheva), quien posteriormente se enamora del novio de su amiga.
Victoria Pacheco (Mónica Rossi) es la dueña de la cafetería del puerto y es madre del ayudante de su local Matías Quiroz (Nico Ponce), del cadete Jonathan Quiroz (Joaquín Escobar) y de la estudiante de preparatoria Stephanie Quiroz (Paulina Bazán). Emilia Santillana (Denisse Dibós) es la suegra de Martín, quien pretende desalojar a Victoria y a todos los comerciantes del puerto con el objetivo de inaugurar su boulevard. Debido a ello, Vicky no se lleva muy bien con Emilia. 
Matías es el enamorado de Julieta, con quien tiene una relación de cuatro años. Sin embargo, terminan su compromiso tras Julieta descubrir que Matías estando borracho se estaba besando con Kate. Mientras que los hermanos menores de Matías: Stephanie vive enamorada de Cristóbal, así como Jonathan también vive enamorado de Luna. 
El teniente primero de la Marina, Jorge Arrarte (Rodrigo Sánchez Patiño), es el mejor amigo de Martín, quien es el encargado de preparar a los nuevos cadetes en donde están presentes Cristóbal, Jonathan y Elvis Tangoa (Jano Baca), este último, cadete de origen amazónico. Jorge le coquetea a diferentes mujeres quienes lo rodean en su camino pero este se enamora de Vicky pero le miente múltiples veces lo que deteriora su relación. Además, Ramón también está enamorado de Vicky, siendo este sí aceptado por los hijos de ella. 
Natalia Rodríguez (Ximena Díaz) es la secretaria de la Marina quien se propone enamorar y seducir a Martín viéndolo como un hombre perfecto para sus planes debido a que su exesposo se había fugado de la justicia con todo su dinero. Natalia tiene una hija: Bárbara Castro-Mendivil (Adriana Campos-Salazar), una guapa estudiante de preparatoria con comportamiento superficial a la que no le gusta el estudio y en cambio desea leer revistas para chicas; quien además, es cortejada por Elvis pero ella no le hace caso. Bárbara se hace amiga de Stephanie para acercarse a Cristóbal, de quien está enamorada; y posteriormente, se convierte en amiga de Luna, con quien estudia en el mismo colegio. 
Martín conoce a Julieta y luego de varios sucesos decide ofrecerle trabajo como niñera para que esté al cuidado de sus hijos, trabajo el cual ella acepta. Julieta comienza a tener sentimientos románticos hacia Martín, estando dispuesto a encontrar el amor para vivir el resto de su vida junto a él, pero en medio de varios enredos y conflictos Martín deberá escoger vivir el amor plenamente con la arribista Natalia o con la noble Julieta.

## Reparto

### Principales
- Juan Carlos Rey de Castro como Martín Seminario: Protagonista. Viudo, capitán de fragata y padre de Cristóbal, Luna, Vasco y Marina.
- Luciana Blomberg como Julieta Olaya Segura: Protagonista. Trabajadora de bote, hija de Ramón y niñera de la familia Seminario.
- Ximena Díaz como Natalia Rodríguez: Antagonista protagonista. Secretaria de la Marina y madre de Bárbara. Está obsesionada con Martín, con quién tendría una relación
- Nico Ponce como Matías «El Toyo» Quiroz Pacheco: Antagonista principal. Hijo mayor de Vicky y enamorado de Julieta.
- Denisse Dibós como Emilia Santillana: Antagonista reformada. Suegra de Martín, proveniente de la alta sociedad y amante de los casinos.[15]
- Bruno Odar como Ramón Olaya: Marino en retiro, padre de Julieta y mano derecha de Martín. Está enamorado de Vicky.
- Mónica Rossi como Victoria «Vicky» Pacheco: Dueña de una cafetería, madre de Matías, Jonathan y Stephanie.
- Rodrigo Sánchez Patiño como Jorge Arrarte: Antagonista reformado. Preparador de los cadetes y mejor amigo de Martín. Interés amoroso de Vicky y amante de Natalia.
- José Miguel Argüelles como Cristóbal Seminario: Coprotatonista. Hijo mayor de Martín e interés amoroso de Stephanie.
- Paulina Bazán como Stephanie Quiroz Pacheco: Coprotagonista. Única hija de Vicky e interés amoroso de Cristóbal.
- Joaquín Escobar como Jonathan Quiroz Pacheco: Coprotagonista. Hermano de Matías y Stephanie, y pretendiente de Luna.
- Matilde León como Luna Seminario: Coprotagonista. Hija mayor de Martín e interés amoroso de Jonathan.
- Jano Baca como Elvis Tangoa: Amigo de Cristóbal, cadete proveniente de la amazonía peruana y pretendiente de Bárbara.
- Adriana Campos-Salazar como Bárbara Andrea «Barbie» Castro Rodríguez: Antagonista reformada. Hija de Natalia y mejor amiga de Stephanie quien está interesada obsesivamente en Cristóbal.
- Ekaterina Konysheva como Kate Chamberline «La Gringa»: Mejor amiga de Julieta quien está enamorada de Matías.[16]
- Mariano Ramírez como Vasco Seminario: Hijo menor de Martín.
- Bianca Bazo como Marina Seminario: Hija menor de Martín.

### Recurrentes
- Andrea Llamosas
- Ana Rosa Liendo como Hortensia: Institutriz de los hermanos Seminario.
- Pilar Delgado como Lucía: Asistente de Emilia.
- Nicolás Osorio como Pedro: Interés amoroso de Stephanie.
- Renato Pantigozo como Don Lucho: Lanchero e interés amoroso de Emilia.
- Fabiana Valcárcel como Cassandra Trinidad «Trini»: Enamorada de Vasco con quien graba videos para contenido de sus redes sociales.
- Gustavo Mayer como Carlos Enrique Castro Mendivil: Exesposo de Natalia y padre de Bárbara.
- Gabriel Calvo como Costa y Costa: Empresario que desea construir un parque acuático.
- Bruno Espejo como Pablo Elguera: Cadete e interés amoroso de Luna.
- Cecilia Tosso como Señora Directora: Autoridad del colegio que casi suspende a los hijos de Martín por sus malos comportamientos.
- Valeria Conroy como Isabela Hormazábal: Cadete e interés amoroso de Jonathan.
- Facundo Posincovich como Hombre    extranjero: Cómplice de Natalia.
- Ricardo Combi como Sergio Morales: Interés amoroso de Emilia.

## Banda sonora
| Intérpretes                              | Temas                | Personajes            | Actores                                        |
| ---------------------------------------- | -------------------- | --------------------- | ---------------------------------------------- |
| Mike Bahía                               | «Buscándote»         | Tema principal        | Tema principal                                 |
| Ricky Martin                             | «Disparo al corazón» | Martin y Julieta      | Juan Carlos Rey de Castro y Luciana Blomberg   |
| CNCO                                     | «Mi medicina»        | Cristóbal y Stephanie | José Miguel Argüelles y Paulina Bazán          |
| TINI                                     | «Suéltate el pelo»   | Bárbara y Cristóbal   | Adriana Campos-Salazar y José Miguel Argüelles |
| Yotuel Romero                            | «Suerte»             | Jonathan y Luna       | Joaquín Escobar y Matilde León                 |
| Azul Azul                                | «La bomba»           | Natalia               | Ximena Díaz                                    |
| Nico Ponce                               | «Cómo quisiera»      | Matías y Julieta      | Nico Ponce y Luciana Blomberg                  |
| Nico Ponce y Flavia Laos                 | «Muriendo de amor»   | Matías y Kate         | Nico Ponce y Ekaterina Konysheva               |
| Fonseca y Juan Luis Guerra               | «Si tu me quieres»   | Ramón y Victoria      | Bruno Odar y Mónica Rossi                      |
| Elias Music Agency                       | «Lighter»            | Pedro y Stephanie     | Nicolás Osorio y Paulina Bazán                 |
| Miles Lianson y Javier Fernando          | «Si nos vemos»       | Elvis y Barbara       | Jano Baca y Adriana Campos-Salazar             |
| Dr. Creole                               | «Baby zouk»          | Jorge                 | Rodrigo Sánchez Patiño                         |
| The Weeknd                               | «Blinding Lights»    | —                     | —                                              |
| Yvo Abadi, Manuel Faivre y Miguel Saboga | «Masteroids»         | Locaciones            | Locaciones                                     |

## Versiones
- Papá a la deriva (2015-2016): Telenovela chilena. Protagonizada por Gonzalo Valenzuela, María Gracia Omegna, Simón Pesutic, Nahuel Cantillano, Li Fridman y Giulia Inostroza. Antagonizada por Ignacio Achurra, Francisca Imboden y Francisca Walker.

## Retransmisiones
La novela se volvio a emitir todos los sábados a las 2:00 pm del 1 de junio del 2024 al 23 de noviembre de ese mismo año.

## Recepción
La telenovela se estrenó el 23 de octubre de 2023, inmediatamente se posicionó en el sexto lugar de la audiencia en el horario estelar con el porcentaje de 9.2 puntos, siendo superado por sus competencias, la teleserie Al fondo hay sitio y la telenovela Perdóname, ambas del canal América Televisión. En el conteo de Lima y seis ciudades, Papá en apuros alcanzó los 8.9 puntos de rating según el portal Infobae.
La encuesta de Kantar Ibope Media la posicionó en su fecha de estreno en el quinto lugar del horario alcanzando ese puesto con una cantidad de 901 mil televidentes. Además, fue tendencia en la red social Twitter posicionándose en primer lugar a nivel de territorio peruano.
Por otra parte, la columnista de la revista Caretas, Patricia Salinas, comentó la falta de sustancia de la serie, que fue el motivo de alcanzar entre 5 y 9 puntos de audiencia. Salinas justificó esa carencia expresando lo siguiente: «cuando te ponen al día en el resumen de más de 10 minutos que hacen al inicio de cada episodio».
En Chile, Papá en apuros se posicionó entre los programas más vistos por los televidentes de dicho país durante el día de su estreno, alcanzando los 5.6 puntos de rating.

### Premios y nominaciones
| Año  | Premio        | Categoría     | Recipiente                | Resultado | Ref.   |
| ---- | ------------- | ------------- | ------------------------- | --------- | ------ |
| 2024 | Premios Luces | Mejor ficción | Papá en apuros            | Ganadora  | [ 22 ] |
| 2024 | Premios Luces | Mejor actriz  | Denisse Dibós             | Nominada  | [ 22 ] |
| 2024 | Premios Luces | Mejor actriz  | Luciana Blomberg          | Ganadora  | [ 22 ] |
| 2024 | Premios Luces | Mejor actor   | Bruno Odar                | Nominado  | [ 22 ] |
| 2024 | Premios Luces | Mejor actor   | Juan Carlos Rey de Castro | Ganador   | [ 22 ] |